# 不知该怎么称呼你
《不知该怎么称呼你》是2016湖南卫视小年夜春晚推出的一首歌颂中共中央总书记习近平的歌曲，講述的是2013年習近平在湘西土家族苗族自治州花垣縣排碧鄉十八洞村走訪時，与一名苗族大媽交流的故事。由时任中共湖南省委常委、宣传部部长张文雄任监制，绿地、金沙、李胤作词，孟勇谱曲，李思宇领唱，五十六朵花合唱。歌词中直接体现了精准扶贫这一习近平思想。

## 反响与评价
2016年2月6日，时任中共湖南省委宣传部部长張文雄在《湖南日報》發表署名文章，稱《不知該怎麼稱呼你》「在網上持續走紅」。“不少參與歌曲音像製作的同志跟我講，錄製時都聽哭了，感到這歌太走心了，唱出了老百姓的心聲。” 根據湖南衛視《湖南新聞聯播》報導《不知該怎麼稱呼你》的點擊量在2016年3月10日超過10億次。
2016年11月8日，中纪委宣布张文雄因涉嫌严重违纪接受调查。
在第十二屆全國人民代表大會第四次會議湖南代表團的會議上，全國人大代表、張家界慈利縣龍潭河鎮黨工委書記向平華説，這首歌傳遍了三湘大地，感人至深，催人奮進。 中共湖南省委書記徐守盛在會議上對習近平説，《不知該怎麼稱呼你》此歌曲迅速唱響三湘大地，是苗族鄉親用最直白的語言、最深情的旋律，表達了他們對黨的優良作風的真誠讚許和對共產黨的感恩。
然而，多數網站都禁止网民发表跟帖評論該歌曲。有网民在百度贴吧上指这首歌有歌功颂德、个人崇拜之嫌。
一些海外評論則分析，該歌曲是由湖南省當局創作，與此前多是民間創作的頌習歌曲不同，是一種政治行為，製造個人崇拜，爲的是配合中央提倡的「習核心」，并認為如果習近平本人不加以制止甚至支持，各單位可能陸續跟進創作更多歌頌領導人的歌曲或文化作品，以確保自身的政治前途。